# Pseudoderopeltis abbreviata
Pseudoderopeltis abbreviata är en kackerlacksart som beskrevs av Karlis Princis 1963. Pseudoderopeltis abbreviata ingår i släktet Pseudoderopeltis och familjen storkackerlackor. Inga underarter finns listade i Catalogue of Life.